# 芳川猛
芳川 猛（よしかわ たけし、1941年8月13日 - ）は、中部大学教育研究センター客員教授。血液型はA型。
| スタブアイコン | サブスタブ | この項目は、まだ閲覧者の調べものの参照としては役立たない、アナウンサーに関連した書きかけの項目です。この項目を加筆・訂正などしてくださる協力者を求めています（PJ:アナウンサー）。 |